# لارس فرولاندر
لارس فرولاندر (به انگلیسی: Lars Frölander) (زادهٔ ۲۶ مهٔ ۱۹۷۴) شناگر اهل سوئد است.